# Юссуф Умару
Юссу́ф Умару́ Аліо́ на прізвисько Бале́ (фр. Youssouf Oumarou Alio, dit Balé, * 16 лютого 1993, Нігер) — нігерський футболіст, опорний півзахисник. Грає за клуб АСФАН з Ніамея та збірну Нігеру з футболу.

## Біографія
Народився 16 лютого 1993 року.
На юнацькому рівні спочатку виступав протягом чотирьох років за клуб АС «Стад» (фр. AS Stade), після чого в 2005 році перейшов до академії одного з провідних клубів країни — «Сахеля».
У 2009 році розпочав кар'єру в дорослому футболі, разом з кількома іншими випускниками академії «Сахеля», перейшовши до клубу «Зумунта», який на той час виступав у другій за силою лізі. Незабаром клуб піднявся до найсильнішої ліги Нігеру, значну роль у чому відіграв Умару, який багато забивав та віддавав результативні передачі.
З 2012 року виступав за молодіжну збірну Нігеру, зокрема, у відборі на молодіжний чемпіонат Африки.
У 2013 році перейшов до команди АСФАН з Ніамея, яка представляє Збройні сили Нігеру. Попри конкуренцію, Юссуф Умару швидко здобув місце в основі та став ключовим опорним півзахисником команди. За короткий час Умару став одним з найкращих гравців чемпіонату Нігеру.
27 липня 2013 дебютував у складі збірної Нігеру у відбірковому матчі на Чемпіонат африканських націй проти Буркіна-Фасо. Умару провів весь матч, забивши один з післяматчевих пенальті, проте нігерці програли в серії пенальті та не пройшли до фінальної частини змагання.
У вересні 2013 року виступав на Іграх франкофонії в Ніцці у складі молодіжної збірної Нігеру до 20 років. Збірна Нігеру програла обидва матчі та посіла останнє місце в групі з трьох команд, а Умару в обох матчах виходив в основному складі та забив один гол у власні ворота.
У жовтні 2013 грав за збірну Нігеру на Турнірі інтеграції Західноафриканського економічного і валютного союзу (UEMOA), де відзначився забитим м'ячем у ворота Сенегалу.
У листопаді 2013 року представляв Нігер на Кубку націй Західноафриканського футбольного союзу. У трьох матчах збірна Нігеру забила два м'ячі, і авторами обох голів був саме Умару. За підсумками турніру Нігер не вийшов з групи, проте Умару єдиним зі збірної Нігеру ввійшов до символічної збірної чемпіонату.
5 березня 2014 року вийшов у основному складі збірної Нігеру проти Мавританії. 22 травня у матчі проти української збірної в Києві, який став для Нігеру першим матчем проти збірної з-за меж Африки, Умару вийшов у стартовому складі та відзначився першим забитим м'ячем у матчах, визнаних ФІФА.

## Стиль гри
Тренер клубу АСФАН та колишній тренер збірної Нігеру Амме Амаду так оцінив стиль гри Умару:
|  | Бале — сучасний футболіст. Це опорний півзахисник, який може брати участь в атакувальних діях так само технічно вміло. Він також чудово грає головою і сильно б'є правою. Це те, чого вимагає сучасний футбол. Оригінальний текст (фр.) Balé est un joueur du football moderne. C’est un milieu défensif qui peut participer aux phases offensives avec la même aisance technique. Il possède aussi un excellent jeu de tête et une frappe du droit énorme. C’est ce que le football moderne exige. |

У клубі АСФАН Умару відзначився як працьовитий гравець у центрі поля, який стабільно грає протягом сезону. Його вважають потенційним лідером збірної Нігеру.
Умару вважає своїм кумиром івуарійця Яя Туре та вболіває за марсельський «Олімпік».

## Матчі за збірну
| 01. | 27.07.2013 | ім. Сейні Кунче, Ніамей | Буркіна-Фасо | 1—0 | Кваліфікація до ЧАН | Нігер      |     |  |  |
| 02. | 05.03.2014 | «Олімпійський», Нуакшот | Мавританія   | 1—1 | Товариський матч    | Мавританія |     |  |  |
| 03. | 22.05.2014 | «Динамо», Київ          | Україна      | 2—1 | Товариський матч    | Україна    | 56' |  |  |
| 04. | 02.09.2014 | ім. Сейні Кунче, Ніамей | Уганда       | 2—0 | Товариський матч    | Нігер      |     |  |  |